# Alexandre-Philibert Poirier
Alexandre Philibert Poirier, né le 17 mars 1866 à Saint-Michel-en-l'Herm et mort le 25 août 1928 à Lourdes, est un évêque français.

## Biographie
Élève au petit séminaire des Sables-d'Olonne en 1877, puis au grand séminaire de Luçon en 1885, il est ordonné prêtre en 1890 et nommé chapelain de Saint-Louis-des-Français, à Rome, en 1896. Revenu à Luçon en 1892 avec un doctorat en théologie et en droit canon. Il devint secrétaire de son évêque Catteau. Il devient chanoine titulaire en février 1906 et vicaire général en 1912. Prélat de la maison du pape, il s'occupe de plusieurs œuvres : l’œuvre des Campagnes, denier du culte, œuvres missionnaires, organisation des pèlerinages…

### Directeur des pèlerinages vendéens à Lourdes
Il occupa cette fonction pendant 31 ans et conduit quarante pèlerinages avec une telle ferveur et un tel zèle, que de nombreuses faveurs extraordinaires ont récompensé ces pèlerinages (avec deux guérisons reconnues miraculeuses en 1910 et 1913)[réf. nécessaire].

### Évêque de Tarbes et de Lourdes
Chapelain d'honneur de Notre-Dame-de-Lourdes, il est remarqué par Schoepfer qui le demande comme coadjuteur.
En décembre 1925, il est nommé évêque titulaire d'Irenopolis-en-Cilicie (de) et coadjuteur avec future succession de Tarbes et de Lourdes et préconisé au consistoire du 14 décembre 1925.
Il est sacré le 11 février 1926 en l'église du Rosaire-de-Notre-Dame de Lourdes.
Il devient évêque de Tarbes et de Lourdes par la mort de Schoepfer, le 24 août 1927, honoré du pallium.
Il encouragea alors le rachat du petit séminaire de Saint-Pé et prit à son compte les frais de restauration du bâtiment. Il aida le collège Jeanne-d'Arc à s'agrandir.
Il s'est particulièrement intéressé à l’œuvre des vocations ecclésiastiques et a procuré un local aux œuvres du diocèse en achetant le théâtre des Nouveautés de Tarbes.

### À Lourdes
Une de ses œuvres importantes fut l'érection de l'hospitalité de Notre-Dame de Lourdes en archiconfrérie par un bref en date du 20 mars 1928, avec la faculté de « s'agréer toutes les autres confréries du même nom et de même but déjà existantes », soit plus de soixante hospitalités françaises et vingt étrangères. Ce bref permettait à de nombreuses personnes dévouées aux malades de bénéficier d'indulgences et de faveurs spirituelles accordées par un décret de la Sacrée Pénitencerie en date du 12 mai 1928.
Il a commandé la restauration de la tour et la flèche de la basilique de l'Immaculée-Conception et la construction du petit chalet située à l'entrée de la résidence épiscopale de Lourdes
Très malade des reins, il mourut des suites d'une intervention chirurgicale, après un épiscopat d'une durée d'un an et un jour.
Il est enterré dans la chapelle du Saint-Esprit de la cathédrale de Tarbes.